# Progomphus longistigma
Progomphus longistigma är en trollsländeart som beskrevs av Friedrich Ris 1918. Progomphus longistigma ingår i släktet Progomphus och familjen flodtrollsländor. Inga underarter finns listade i Catalogue of Life.